# Котельниково (Неманский район)
Котельниково (нем. Neuhof-Ragnit) — посёлок в Неманском районе Калининградской области. Входит в состав Неманского городского поселения.

## Население
| 2002 | 2010 |
| ---- | ---- |
| 159  | ↘136 |

## История
Cевернее пос. Котельниково располагался замок Шалауэрбург (городище Паскальвен). У Петра из Дусбурга место упомянуто как «Скаловская крепость». В 1293 г. на месте старой крепости был воздвигнут замок Шалауэрбург. За время своего существования он неоднократно подвергался осаде литовцами и разрушался. После того, как замок в очередной раз был взят литовцами в 1365 г., он больше не восстанавливался. Городище расположено на холме высотой примерно 12 м, овальной формы, размерами 150×120 м, с востока примыкает к глубокому оврагу, на западе расположен въезд.
Населенный пункт Нойхоф-Рагнит в 1946 году был переименован в поселок Котельниково.